# Vlkov (Stvolová)
Vlkov (deutsch Wlkow, 1939–45 Wilkau) ist ein Ortsteil der Gemeinde Stvolová in Tschechien. Er liegt sechs Kilometer nordwestlich von Letovice und gehört zum Okres Blansko.

## Geographie
Vlkov befindet sich im Süden der Svitavská pahorkatina rechtsseitig über dem Tal der Svitava in der Quellmulde des Baches Vlkovský potok. Südlich erstreckt sich das Waldgebiet Ochoz. Im Norden erhebt sich der Člup (519 m), nordöstlich die Budina (542 m) und im Osten die Vinohrádky (434 m). Östlich führen die Bahnstrecke Česká Třebová–Brno und die Staatsstraße I/43/E 461 vorbei. Nächste Bahnstation ist Rozhraní.
Nachbarorte sind Bradlné und Vilémov im Norden, Stvolová und Skřib im Nordosten, Borová, Skrchov und Meziříčko im Südosten, Svitavice und Lazinov im Süden, Dolní Poříčí und Prostřední Poříčí im Südwesten, Horní Poříčí im Westen sowie Bohuňov und Študlov im Nordwesten.

## Geschichte
Die erste urkundliche Erwähnung des Ortes erfolgte im Jahre 1295, als der Propst Johann des Vyšehrader Kapitels die Güter in Vlkov vom Kloster Litomyšl erwarb. In der ersten Hälfte des 15. Jahrhunderts wurde das Dorf an die Herrschaft Letovice angeschlossen. 1447 wurden die Letovicer Güter halbiert. Eine Hälfte erhielten die Herren von Lomnitz, die andere verkauften Eliška von Ronow und ihr zweiter Ehemann Milota von Tvorkov an Vaněk von Boskowitz. Es erfolgte keine Trennung, die Boskowitzer und Lomnitzer besaßen die Burg, das Städtchen, die Dörfer und Wälder jeweils zur Hälfte. 1499 fiel die Boskowitzer Hälfte der Herrschaft Letovice Ladislav von Boskowitz zu. Er kaufte zu Beginn des 16. Jahrhunderts den Lomnitzern ihren halben Anteil von Vlkov ab. Nach dem Tode von Ladislav Szelepcsényi de Pohronc fielen dessen Güter seinen unmündigen Kindern zu. 1711 veräußerte das Landrecht die Herrschaft Letovice einschließlich der zugehörigen Dörfer an Karl Ludwig  von Rogendorf. 1790 errichtete der Religionsfonds die Pfarrkirche der hl. Kreuzerhöhung in Bradlné, zu der auch Vlkov gepfarrt wurde. Im Jahre darauf entstand in Bradlné eine Pfarrschule, in die auch die Kinder von Vlkov eingeschult wurden. Bis zur Mitte des 19. Jahrhunderts war das Dorf der Herrschaft Letovice untertänig.
Nach der Aufhebung der Patrimonialherrschaften bildeten Stvolová, Skřib und Vlkov ab 1850 Ortsteile der Gemeinde Rozhraní in der Bezirkshauptmannschaft Boskovice. 1880 entstand die Gemeinde Stvolová mit den Ortsteilen Rozhraní, Skřib, Vilémov und Vlkov. Im Jahre 1897 lösten sich Rozhraní und Vilémov los und bildeten eine eigene Gemeinde. Westlich des Dorfes betrieb Emil Dvořák aus Křetín zwei Steinbrüche. Während der deutschen Besetzung erhielt der Ort den Namen Wilkau. Mit Beginn des Jahres 1961 wurde Vlkov dem Okres Blansko zugeordnet. 1986 wurde Vlkov zusammen mit Stvolová als Ortsteil an Letovice angeschlossen. Seit 1990 besteht die Gemeinde Stvolová wieder. Im Jahre 1991 lebten in Vlkov 46 Menschen. Am 1. März 2001 wurden im Dorf  41 Einwohner gezählt, die in 22 Häusern lebten.

## Sehenswürdigkeiten
- Kapelle